# Thalerommata gracilis
Thalerommata gracilis is een spinnensoort uit de familie Barychelidae. De soort komt voor in Colombia.